# I miei amici Tigro e Pooh
I miei amici Tigro e Pooh (My Friends Tigger & Pooh) è una serie animata statunitense a cura di Walt Disney Television Animation con i personaggi di Winnie the Pooh disegnati da A. A. Milne. Ambientata nel Bosco dei Cento Acri, narra le avventure dei superdetective (Darby, Tigro, Pooh e Buster) impegnati a risolvere vari problemi o misteri.
La protagonista è Darby, una bambina di 6 anni che vive nel Bosco dei 100 Acri con il suo cane Buster e i suoi amici Tigro e Pooh. Quando i 3 ascoltano la sirena speciale dei superdetective, questi si mettono la divisa e la maschera da Super Detective che trovano in un albero chiamato "Albero del cambio". Anche Darby si mette il suo cappello (berretto in assetto). Prima della risoluzione del mistero 1 dei 3 colleghi, guarda con il magico cannocchiale la bandiera trova-indizi per indicare dove c'è da risolvere il mistero e dopo aver inforcato i monopattini i Super Detective partono tutti insieme per risolvere il mistero. Serie simili sono state Le nuove avventure di Winnie the Pooh (1988-1991) e Il libro di Pooh (2001-2003). La sigla è un motivo metà pop e metà R&B cantata in originale da Kay Hanley (stagione 1) e Chloë Grace Moretz (stagione 2), in italiano da Lorena Brancucci (stagione 1) e Giulia Luzi (stagione 2). Viene scritta da Andy Sturmer.

## Personaggi principali
- Winnie the Pooh: il protagonista della serie, è un orsetto di peluche goloso di miele. Voce in inglese di Jim Cummings e in italiano di Marco Bresciani.
- Tigro: il migliore amico di Winnie the Pooh, è una tigre saltatrice. Voce in inglese di Jim Cummings (che ha anche doppiato Winnie the Pooh) e in italiano di Luca Biagini
- Pimpi: il co-protagonista della serie, è un maialino sempre impaurito, anch'egli amico di Winnie the Pooh. Voce in inglese di Travis Oates e in italiano di Luca Dal Fabbro.
- Ih-Oh: un asino depresso, amico dei protagonisti. Voce inglese di Peter Cullen e italiana di Paolo Buglioni.
- Darby: è una bambina di 6 anni che non si separa mai dal cane Buster. Lei è a capo della squadra. Ha un frontino viola, dei capelli arancioni e occhi blu. Parla spesso agli spettatori. Voce in inglese di Chloë Grace Moretz e in italiano di Angelica Bolognesi. Prende il ruolo di Christopher Robin, suo caro amico.
- Buster: è il cane di Darby. Ha addosso un collare rosso e un'etichetta d'oro. Spesso si mette a leccare in modo che gli spettatori non vedano niente. Versi di Dee Bradley Baker.
- Effy: un "efelantino", amico di Ro. Voce inglese di Oliver Dillon e italiana di Manuel Meli.
- Ro: il cucciolo di canguro, figlio di Kanga. Voce inglese di Max Burkholder e italiana di Alex Polidori.
- Tappo: un saggio coniglio giallo, proprietario del campo di verdure e amico dei protagonisti. Voce inglese di Ken Sansom e italiana di Valerio Ruggeri. Le parti cantate in italiano sono invece di Mino Caprio.
- Porcospina: una porcospina con gli occhiali viola. Voce inglese di Tara Strong e italiana di Tatiana Dessi.
- Kanga: un canguro-femmina, madre di Ro. Voce inglese di Kath Soucie e italiana di Aurora Cancian.
- Castoro: un castoro marrone. Voce italiana di Pierluigi Astore.
- Tartarugo: amico dei Superdetective. Voce inglese di Mark Hamill e italiana di Marco Baroni.
- Piccola: una piccola tartarughina viola amica di Tartarugo.
- Scoiattoli: due scoiattoli birichini che cercano ghiande.
- Kessie: un uccellino-femmina parlante, amica dei protagonisti. Voce italiana di Perla Liberatori.
- Christopher Robin: un bambino, amico dei protagonisti. In questa serie non appare quasi mai e il ruolo lo prende Darby, sua cara amica. Voce inglese di Struan Erlenborn e italiana di Federico Campaiola.

## Episodi

### Episodi speciali
- Un Natale da superdetective
- Il musical di Tigro & Pooh
- Tre Superdetective Mega Super